# Robert Hofmann (Politiker, 1869)
Robert Ferdinand Friedrich Hofmann (* 11. Januar 1869 in Leipzig; † 31. Januar 1943) war ein deutscher Lokalpolitiker in Altenburg/Thüringen und in Leipzig.

## Ausbildung
Robert Ferdinand Friedrich Hofmann war Sohn des Literaten und 48ers Friedrich Hofmann. Er begann nach dem Besuch des Nicolaigymnasiums Leipzig im April 1888 das Studium der deutschen Philologie und Philosophie und anschließend der Rechtswissenschaften und Nationalökonomie an der Universität Rostock. In Leipzig trat er 1888 der Burschenschaft Arminia bei. Nach der ersten Juristischen Staatsprüfung war er im Vorbereitungsdienst an den Amtsgerichten in Schwarzenberg, Leipzig und Borna, sowie bei der Staatsanwaltschaft in Leipzig und dem Landgericht Leipzig tätig.

## Politik
1899 wurde Hofmann erster Stadtrat und 1904 Bürgermeister in Altenburg. 1907 wurde er besoldeter Stadtrat in Leipzig und Leiter des Gesundheitsamtes, des Wohnungs- und Baupolizeiwesens und Mitgründer der Milchhygienischen Untersuchungsanstalt sowie der Mütterberatungsstellen. 1909 wurde er auf Lebenszeit gewählt. 1914 organisierte er als Hauptmann das Leipziger Ernährungsamt. 1918 wurde er Leiter des Siedlungsamtes und des Finanzamtes. Ab 1925 war er zweiter Bürgermeister in Leipzig und Dezernent des Finanzamtes, der Stadtsparkasse, der Stadtbank und der Stadtkasse. Auch das Leihhaus der Stadt Leipzig und die Stadtkellerei unterstanden Hofmann.